# Emoia taumakoensis
Emoia taumakoensis är en ödleart som beskrevs av  Mccoy och WEBBER 1984. Emoia taumakoensis ingår i släktet Emoia och familjen skinkar. Inga underarter finns listade i Catalogue of Life.